# Tarachina congica
Tarachina congica är en bönsyrseart som beskrevs av Max Beier 1954. Tarachina congica ingår i släktet Tarachina och familjen Iridopterygidae. Inga underarter finns listade i Catalogue of Life.